# Haplorhus peruviana
Haplorhus peruviana là một loài thực vật thuộc họ Anacardiaceae. Loài này có ở Chile và Peru.